# Constantin Stanciovici Brănișteanu
Constantin Stanciovici Brănișteanu (n. 16 aprilie 1815, București - d. 16 noiembrie 1893) a fost primul primar al orașului Târgu-Jiu, o personalitate marcantă pentru viața socială și culturală a orașului din secolul al XIX-lea. A îndeplinit funcția de primar între 1864 și 1868, precum și între 1890-1891.